# Bordovo hlasování
Bordovo hlasování navrhl matematik Jean-Charles de Borda v roce 1770 a chtěl jím překonat klasické volební systémy, kde voliči vyjadřují jen svou první preferenci. Tato metoda se využívá při obsazování jednomandátových i vícemandátových volebních obvodů a stojí na pomezí semiproporčních volebních systémů a většinových volebních systémů.
Voliči v tomto volebním systému seřazují kandidáty podle preferencí a přidělí jim na základě tohoto body.
Celkově vítězí kandidát s největším počtem bodů. Body se mohou přidělovat v rovnoměrné číselné řadě např. 10; 8; 6; 4 ale i v číselné řadě, kdy mezi jednotlivými body nejsou stejné rozestupy např. 10; 7; 5; 4; 3; 2; 1.
V rámci volebního rozhodování ale toto hlasování není příliš využíváno – používá se pouze pro volby do dolní komory na Nauru.
Přesto někteří politologové považují Bordovo hlasování za možná nejlepší volební systém pro masové demokracie, jelikož klade nízké nároky na voliče a často vede k produkci Condorcetova vítěze.
V Česku používá tento druh hlasování Politologický klub FSV UK při volbě předsedy, místopředsedů a vedoucích sekcí a také ho používá Filozofická fakulta Univerzity Palackého v Olomouci při volbách do Akademického senátu FF.